# أهل الريف (وليلي)
أهل الريف هي إحدى مشيخات المملكة المغربية، تتبع جغرافيا لعمالة مكناس وإداريًا لجماعة وليلي (سابقا لجماعة كرمة بن سالم). يقدر عدد سكانها بـ 4180 نسمة حسب الإحصاء الرسمي للسكان والسكنى لسنة 2004.